# تاندونیت
تاندونیت (به انگلیسی: Tendinitis or Tendonitis) یعنی التهاب تاندون که همراه با پارگی‌های میکروسکوپی است. این ضایعه بیانگر یک پاسخ التهابی در داخل تاندون، بدون التهاب لایه خارجی (یعنی پاراتنون) آن است. استفاده بیش از حد از عضلات، مهم‌ترین عامل تاندونیت محسوب می‌شود. درگیری تاندون ماهیچه‌های مفصل شانه با تشخیص تاندونیت، شیوع بالایی دارد. به عنوان مثال تاندونیت ماهیچه فوق خاری (سوپرااسپیناتوس) که یکی از ماهیچه‌های کلاهک چرخاننده (روتاتور کاف) است، نسبت به عضلات دیگر بیشتر مشاهده می‌گردد. ازجمله عوارض التهاب‌های تاندونی، تاندونیت کلسیفیه، بورسیت و تاندونیت مزمن است.

## تنوسینوویت
تنوسینوویت (به انگلیسی: Tenosynovitis) عبارت است از التهاب غلاف سینوویال یک تاندون. این حالت ممکن است در تاندون‌هایی که دارای غلاف سینوویال هستند، به دلایل مختلفی رخ دهد. تنوسینوویت علایمی مشابه تاندونیت دارد و درمان نیز همانند تاندونیت است.
التهاب غلاف سینوویال باعث اختلال در حرکت آرام و نرم تاندون مربوطه می‌گردد. در این موارد، احتمال چسبندگی تاندون به غلاف سینوویال وجود دارد که علت آن تولید مواد چسبنده ناشی از پاسخ التهابی در غلاف سینوویال است.

## تندینوزیس
تندینوزیس (به انگلیسی: Tendinosis) عبارت است از تغییرات تخریبی مزمن تاندون بدون واکنش التهابی حاد. این حالت (ضایعه تاندون‌ها بدون پاسخ التهابی حاد) عموماً به عنوان تاندونیت مزمن شناخته می‌شود. در تاندونیت مزمن، پاسخ سلولی شامل جایگزینی گلبول‌های سفید (لکوسیت‌ها) با ماکروفاژها و سلول‌های پلاسما است. ضایعه ساختمان تاندون‌ها، احتمال پارگی آن‌ها را در طی زمان تسهیل می‌کند.

## پری تاندونیت
پری تاندونیت (به انگلیسی: Peritendinitis) یعنی التهاب پاراتنون یا بافت‌های اطراف تاندون (اندوتنون و اپی تنون). لایه‌های تاندون از خارج به داخل شامل بافت‌های همبند پاراتنون، اپی تنون و اندوتنون است. پاراتنون یک بافت همبند دو لایه‌ای است که خارجی‌ترین لایه تاندون محسوب می‌شود. التهاب پاراتنون ممکن است به هنگام سائیدگی تاندون با یک برجستگی استخوانی ایجاد گردد. تاندونیت احتمال دارد همراه با پری تاندونیت باشد.

## علل تاندونیت
مهمترین علل تاندونیت عبارتنداز:
- فعالیت‌های تکراری. اگرچه در این اعمال، نیروی کمی به کار می‌رود، ولی به دلیل تکرار بالا، آسیب پذیری تاندون افزایش می‌یابد.
- ضربه مستقیم
- اختلالات وضعیت (پوسچر)
- کاهش خونرسانی در برخی از نقاط تاندون (مثلاً تاندون فوق خاری یا سوپرااسپیناتوس و تاندون آشیل)

## علایم تاندونیت
علایم تاندونیت ممکن است درارتباط با موارد زیر باشد:
- با استراحت درد کاهش می‌یابد و با فعالیت تشدید می‌گردد.
- معمولاً شروع درد تدریجی بوده و در یک دوره زمانی ایجاد می‌شود.
- با اعمال مقاومت به عضله توسط معاینه‌کننده در عملی که آن ماهیچه دارد، درد افزایش می‌یابد.
- کشش ماهیچه درگیر، ممکن است با درد همراه گردد.
- در مرحله حاد به هنگام استراحت نیز ممکن است درد وجود داشته باشد.
- احتمال وجود اسپاسم محافظتی
- تورم و احتمال گرمی در ناحیه
- حساسیت به لمس در ناحیه آسیب
- کرپیتاسیون[۶] (صدای خش خش) به هنگام عمل فعال عضله. احتمالاً چسبندگی پاراتنون در تاندون ملتهب باعث کرپیتاسیون می‌گردد. این چسبندگی می‌تواند به علت تولید مواد چسبنده در اثر پاسخ التهابی تاندون ایجاد گردد.

## درمان تاندونیت
درمان ممکن است درارتباط با موارد زیر باشد:
- استراحت به اندام درگیر جهت ترمیم بافتی
- سرما درمانی (مثلاً استفاده از یخ) در زمان درد حاد
- استفاده از داروهای ضد التهابی طبق نظر متخصص مربوطه
- فیزیوتراپی با هدف کاهش درد و تورم، افزایش ترمیم بافت و تنظیم یک برنامه درمانی تدریجی
- در برخی از موارد تزریقات استروئیدی
- درمان جراحی. در مواردی که درمان‌های فوق مؤثر نبود، ممکن است جراحی با اهداف خاصی صورت گیرد.